# Макеріо
Макеріо (італ. Macherio) — муніципалітет в Італії, у регіоні Ломбардія, провінція Монца і Бріанца.
Макеріо розташоване на відстані близько 490 км на північний захід від Рима, 20 км на північ від Мілана, 6 км на північ від Монци.
Населення — 7335 осіб (2014).
Покровитель — San Cassiano.

## Демографія
Населення за роками:

Станом на 1 січня 2023 року в муніципалітеті офіційно проживали 594 іноземці з 53 країн, серед них 158 громадян країн Євросоюзу та 54 громадяни України.

## Уродженці
- Клаудіо Сала (*1947) — відомий у минулому італійський футболіст, фланговий півзахисник.

## Сусідні муніципалітети
- Б'яссоно
- Лезмо
- Ліссоне
- Совіко
- Тріуджо